# Чинхан (племенной союз)
Чинха́н (кор. 진한?, 辰韓?) — племенной союз на юге Корейского полуострова к востоку от реки Нактонган, на территории современного региона Кёнсандо. Существовал с I века до н. э. до IV века н. э. Чинхан относится южнокорейскими историками к Самхан («Три хана»), наряду с Пёнхан и Махан. Являлся частью Чин, а позднее вошёл в состав Силлы, одного из Трёх корейских государств.

## Деление
Согласно «Саньгочжи», Чинхан состоял из 12 племён, численностью от 600 до 5000 семей:
- Саро (사로국, 斯盧國), в Кёнджу, наиболее могущественное, позднее центр Силла.
- Киджо (기저국, 己柢國)
- Пульса (불사국, 不斯國)
- Кынги (근기국, 勤耆國)
- Нанмиримидон (난미리미동국, 難彌理彌凍國)
- Йомхэ (염해국, 冉奚國)
- Кунми (군미국, 軍彌國)
- Йодам (여담국, 如湛國)
- Хоро (호로국, 戶路國)
- Чусон (주선국, 州鮮國)
- Майон (마연국, 馬延國)
- Ую (우유국, 優由國)

## История
Согласно Самгук Саги 12 века, государство Силла, было основано ваном Паком Хёккосе в 57 до н. э. путём объединения некоторых ведущих кланов Чинхана под своей властью. Записи об этом периоде отрывочны и запутанны, поэтому трудно проследить точную связь между названиями Чинхан, Саро, Сораболь и Силла.
О жизни в Чинхане известно совсем немного. Считается, что главной религией в регионе был шаманизм, который играл важную роль также и в политике. В сельском хозяйстве преобладало рисоводство, также хорошо было развито животноводство.

## Расположение
С большой долей уверенности можно говорить о том, что Чинхан был расположен на территории, позже занятой Силла: район современного Кёнджу и прилегающий берег Японского моря. На юго-западе граничил с Пёнханом, на западе — с самым сильным из трёх союзов, Маханом. К северу располагались китайские округа и небольшое государство Тонъе. Однако некоторые учёные располагают Чинхан в бассейне реки Ханган, южнее Махана и севернее Пёнхана.